# Andreas Kittel
Andreas Kittel (Sittard, 12 februari 1985) is een Nederlands voormalig handbalspeler.

## Biografie
Kittel begon met handballen bij Sittardia, waar hij ook jonge leeftijd debuteerde in de eredivisie. Toen in 2008 de Limburg Lions werd opgericht, kwam hij voor dit team uit tot 2012. In 2012 verruilde hij Limburg Lions voor Achilles Bocholt.
In 2018 stapte Kittel over naar Sporting NeLo. Na één seizoen voor Sporting NeLo te hebben gespeeld stopte Kittel met zijn handbalcarrière.